# NGC 6585
NGC 6585 ist eine Spiralgalaxie vom Hubble-Typ Sbc im Sternbild Herkules am Nordsternhimmel. Sie ist schätzungsweise 136 Mio. Lichtjahre von der Milchstraße entfernt und hat einen Durchmesser von etwa 75.000 Lj.
Das Objekt wurde am 25. Mai 1887 von Edward D. Swift entdeckt.